# Kevin Kiley
Kevin Patrick Kiley, född 30 januari 1985 i Sacramento i Kalifornien, är en amerikansk politiker (republikan). Han är ledamot av USA:s representanthus sedan 2023.
Kiley utexaminerades 2007 från Harvard University. Han avlade sedan 2009 masterexamen vid Loyola Marymount University och 2012 juristexamen vid Yale Law School